# Nicator
Nicator Hartlaub & Finsch, 1870 è un genere di uccelli passeriformi, l'unico ascritto alla famiglia Nicatoridae.

## Etimologia
Il nome scientifico del genere, Nicator, deriva dal greco νικατωρ (nikatōr, "conquistatore").

## Descrizione

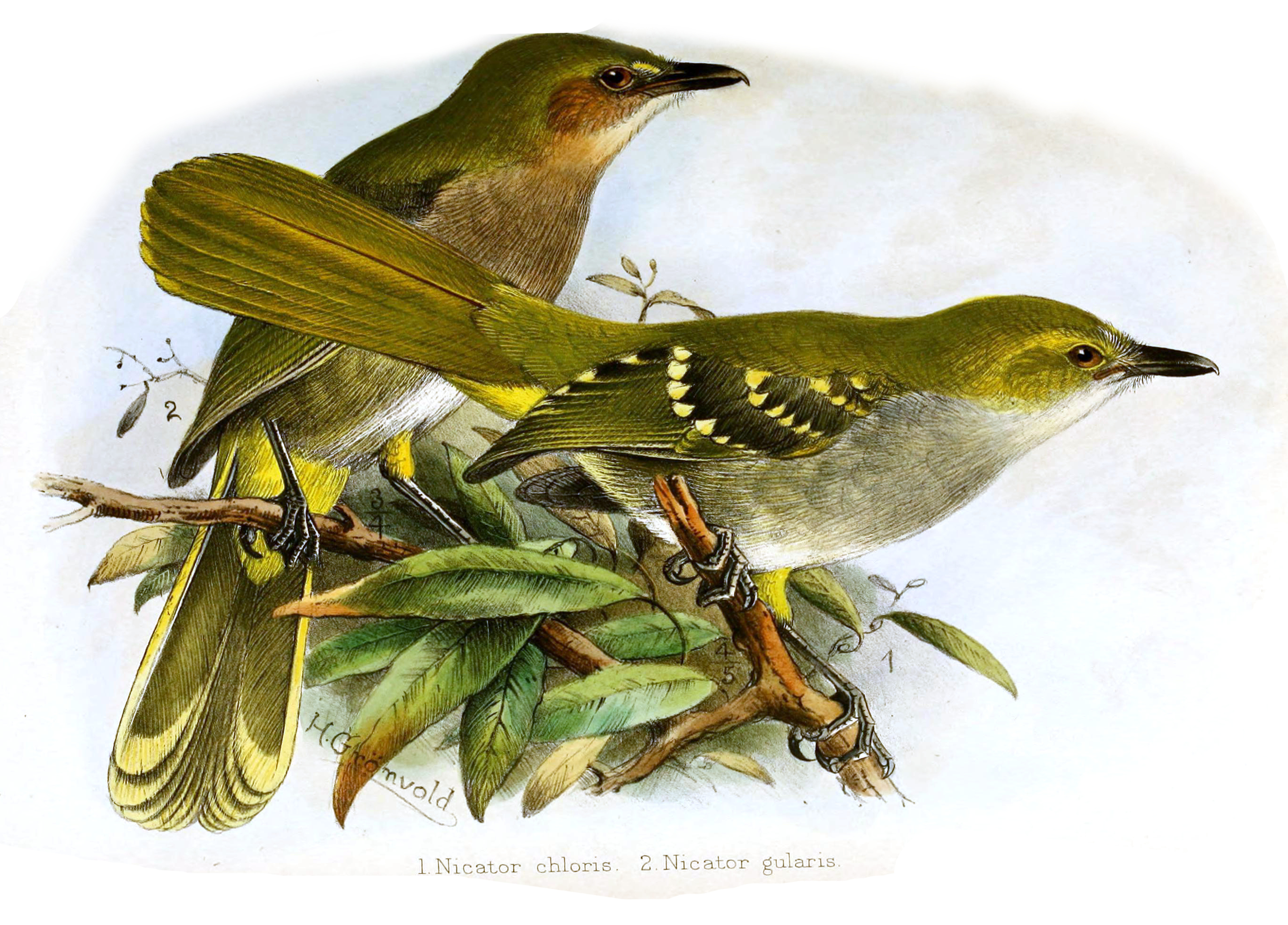
In primo piano N. chloris
In secondo piano N. gularis.

Al genere vengono ascritte specie di dimensioni medio-piccole (16–23 cm di lunghezza) e dall'aspetto massiccio e slanciato, caratterizzati dall'avere una grossa testa ovale e allungata (che sembra incassata direttamente sul tronco) munita di becco conico forte e allungato dall'estremità vistosamente adunca, ali lunghe e digitate, zampe corte e sottili e coda piuttosto lunga e dall'estremità arrotondata: nel complesso, l'aspetto dei nicatori ricorda quello delle averle.
La colorazione è piuttosto sobria, dominata dai toni del verde oliva-giallastro su testa ed area dorsale e più chiaro su gola e area ventrale.

## Biologia
Il genere conta specie arboricole, che vivono da sole o in coppie e passano molto tempo appollaiate su un albero osservando i dintorni in attesa di eventuali prede (costituite principalmente da insetti ed altri invertebrati) che si trovino a passare nei dintorni. Monogami, i due sessi collaborano nelle varie fasi dell'evento riproduttivo, sebbene sia la femmina a sobbarcarsi la maggior parte dei lavori d'incubazione delle uova e di costruzione del nido.

## Distribuzione e habitat
Il genere è diffuso in Africa subsahariana, popolando le aree alberate (con predilezione per la foresta a galleria, sia pluviale che secca) di un'area che va dal Senegal al nord dell'Angola attraverso la fascia costiera del golfo di Guinea, estendendosi verso est attraverso il Congo e raggiungendo la costa dell'Africa orientale dal sud della Somalia al sud del Mozambico.

## Tassonomia
Al genere vengono ascritte tre specie:
- Nicator chloris (Valenciennes, 1826) - nicatore macchiegialle
- Nicator gularis Hartlaub & Finsch, 1870 - nicatore orientale
- Nicator vireo Cabanis, 1876 - nicatore golagialla

Il genere Nicator è stato in passato attribuito alternativamente ai Malaconotidae o ai Pycnonotidae: recenti analisi di carattere molecolare hanno tuttavia smentito tale presunta parentela, evidenziando invece un'inaspettata affinità alla famiglia Alaudidae, determinando inizialmente la considerazione gel genere come incertae sedis ed in seguito posizionandolo in una propria famiglia monotipica, Nicatoridae, occupante un clade basale dei Sylvioidea fratello appunto di Alaudidae e del basettino.